# 輝く人
「輝く人」（かがやくひと）は、2010年4月14日に、エピックレコードジャパンから発売されたアンジェラ・アキの10枚目のシングル。

## 解説
- 2010年第一弾シングルは、アンジェラ初のギター弾き語り音源。
- DVD付初回限定盤[1]と通常盤[2]の2形態で発売。
- DVDには表題曲のミュージック・ビデオ、メイキング映像の他に貴重映像を収録。
- NHK『こころの遺伝子 〜あなたがいたから〜』テーマソング。

## 収録曲

### CD
作詞・作曲・編曲：アンジェラ・アキ（特記以外）
1. 輝く人
  - NHK『こころの遺伝子 〜あなたがいたから〜』テーマソング。
2. The Chase
  - 編曲：アンジェラ・アキ、沖山優司、村石雅行
3. Without You
  - 作詞：ピート・ハム、トム・エヴァンズ、アンジェラ・アキ
  - 作曲：ピート・ハム、トム・エヴァンズ
4. 手紙〜拝啓 十五の君へ〜（合唱バージョン）
  - コーラスアレンジ：鷹羽弘晃

### DVD　初回限定盤
1. 輝く人 ～music video～
2. 輝く人 ～music videoメイキング映像～
3. プレミア・ドキュメンタリー・フィルム「ANSWERツアー～15万人の『手紙』～」